# Остров Буромского
Остров Буромского — необитаемый скалистый остров, лежащий вблизи побережья Антарктиды (Земля Королевы Мэри). Длина острова составляет 200 м, а ширина 100 м.
Остров был обнаружен австралийской экспедицией 1911—1914 года. В 1956 году в 2 км от острова была построена советская полярная станция Мирный. Правовой статус острова установлен Договором об Антарктике и дополнениями к нему в виде Рекомендаций, мер, решений и резолюций. Остров получил известность благодаря своему кладбищу полярников, которое в настоящее время имеет статус «Историческое место и памятник Антарктики № 9». Сам остров получил название в честь советского капитан-лейтенанта Николая Ивановича Буромского, погибшего в этих краях вместе с Евгением Зыковым 3 февраля 1957 года. К 1974 году на острове было уже 20 могил, а к 2015 году — более 40 захоронений с надгробиями и памятными знаками. Время и суровые погодные условия неумолимо брали свое, и значительная часть из них начала разрушаться (надгробия в период работ 55 РАЭ). В 2016—2017 годах в период работ 61 РАЭ группой энтузиастов из АНО НИЦ «Открытый Регион» совместно с кинокомпанией «ЛЕКС ФИЛЬМ» (при поддержке Министерства природных ресурсов РФ и под эгидой Русского географического общества) на острове Буромского был выполнен большой объём работ по их восстановлению (экспедиция на остров Буромского). Ими также был отснят большой объём материала для планируемого к выходу (к 200-летию открытия Антарктиды русскими моряками Беллинсгаузеном и Лазаревым) полнометражного документального фильма «Остров Буромского» о погибших и похороненных в Антарктике советских и российских полярниках.
На острове Буромского на скале высечена надпись: «Склоните голову сюда приходящие. Они отдали жизнь в борьбе с суровой природой Антарктиды».